# お嬢さんとギャング
『お嬢さんとギャング』（おじょうさんとギャング、仏: Mademoiselle et son gang）は、1957年に公開されたフランスのコメディ映画。監督はジャン・ボワイエ。出演はリーヌ・ルノーなど。
日本では劇場未公開だが、1964年7月6日にテレビ初放映された。

## ストーリー
サム・オコナーのペンネームで犯罪小説家として成功しているブルデュー警部の娘アニエスは、無能なギャング二人組のリーダーとなる。

## キャスト
- アニエス: リーヌ・ルノー（フランス語版）（吹替: 林洋子）
- ブルデュー警部: ノエル・ロクヴェール（フランス語版）
- ポール: フィリップ・ニコー（フランス語版）（吹替: 中曽根雅夫）
- デデ: ジャン・カルメ（フランス語版）（吹替: 和久井節緒）
- ジュジュ: クリスチャン・デュヴァレックス（フランス語版）（吹替: 北村弘一）
- サム・オコナー: ジャン＝ジャック・デルボ（フランス語版）

※日本語吹替: テレビ版・初回放送1964年7月6日『テレビ名画座』